# 세르비아-알바니아 관계
세르비아-알바니아 관계(세르비아어: српско-албански односи, 알바니아어: Marrëdhëniet Serbi-Shqipëri)는 세르비아와 알바니아의 양자 관계를 의미한다.
두 나라는 지리적으로 인접하나, 문화적 정체성에 있어서는 매우 상이한 모습을 보이고 있다. 세르비아는 슬라브족으로 이뤄져 있고 그리스 정교회를 믿고 키릴 문자를 사용하지만, 알바니아는 여타 발칸 국가들과는 달리 슬라브족이 아닌 일리리아인의 후손들이며, 오스만 제국 통치의 영향으로 이슬람교를 믿고 알파벳을 사용한다. 역사적으로 세르비아의 전신 국가들이 알바니아를 여러 번 점령하였으며, 오스만 제국의 발칸 반도 점령이 끝난 후 오스만령 알바니아와 오스만령 세르비아로 존재하였다. 당시 알바니아에서 거주하던 무슬림들의 일부가 오늘날의 코소보으로 유입되었고, 알바니아계 주민들이 많아졌다.
19세기 경 산스테파노 조약으로 세르비아가 먼저 독립하고, 20세기 초 런던 조약으로 알바니아가 비교적 늦게 독립하였다. 유고슬라비아가 결성될때 알바니아는 독자적인 노선을 추구했고, 유고슬라비아 사회주의 연방공화국 결성 전에는 이탈리아령 알바니아로 이탈리아의 지배를 받았다. 1946년 알바니아 사회주의 인민공화국이 수립된 후, 스탈린주의를 표방한 엔베르 호자에 의해 알바니아는 고립주의 노선을 걸었다.
두 나라의 관계가 갈등을 빚게된 것은 유고슬라비아의 붕괴 직전에 코소보 사회주의 자치주를 코소보 메토히야 자치주로 강등시킨 조치에서 출발한다. 그리고 본격적인 관계의 악화는 세르비아와 코소보 간 갈등에 의해 발생한 코소보 전쟁이다. 범슬라브주의와 대알바니아주의가 충돌하는 가운데, 세르비아군의 민족 청소라는 반인류적 폭력행위가 발생하였고, 이에 알바니아군의 지원을 받는 코소보 해방군이 전투를 벌였다. 코소보 전쟁은 미국과 유럽 연합, 북대서양 조약 기구 그리고 러시아의 개입으로 종료되었지만, 전쟁의 피해와 대규모 난민의 발생 등 씻을 수 없는 감정의 골을 만들었다.

## 같이 보기
- 알바니아의 대외 관계
- 세르비아의 대외 관계
- 코소보